# Håkon galen
Håkon galen,  Hákon galinn, född senast på 1170-talet, död 1214, var en norsk jarl, son till Folkvid lagman och kung Sigurd Munns utomäktenskapliga dotter Cecilia, som senare gifte sig med Bård Guttormsson.
Efter Håkon Sverressons död utsågs Guttorm Sigurdsson till kung 1204. Håkon blev då hans jarl och den verklige regenten. Efter Guttorms död samma år uppträdde Håkon som tronpretendent men förbigicks av halvbrodern Inge Bårdsson. Under den följande tiden spelade Håkon en betydande roll som härens ledare.
Håkon gifte sig 1205 med Kristina Nilsdotter (Blake), dotterdotter till Erik den helige. Omkring 1208 fick de sonen Knut (dog 1261) som också erhöll jarltiteln och gjorde anspråk på den norska tronen. Efter Hakons död gifte Kristina om sig med lagman Eskil.
Enligt en starkt tendentiös källa, Saga Guttorms Siguradsonar, en av de så kallade Baglersagorna, skulle Håkon ha fötts utom äktenskap och hans mor Cecilia uppgav för ärkebiskopen att hon mot sin vilja av jarl Erling skakke bortgivits som frilla till Folkvid. Med hänsyn till vad som i övrigt är känt om Cecilia finns det anledning att starkt ifrågasätta hennes version.